# 篠原女
篠原女（しのはらじょ、生没年不詳）は、江戸時代中期の浮世絵師。

## 来歴
鳥文斎栄之の門人。姓名不詳。寛政7年（1795年）刊行の狂歌本『狂歌歳旦江戸紫』に栄之、栄綾、栄山、栄興らとともに挿絵を描いている。
篠原女は白銀黒人の詠んだ狂歌に添えて梅の絵を描いている。その際、「栄之門人 ゆふ女しのはら画」と落款しているため、当時評判となった遊女の一人で、喜多川歌麿の錦絵などに描かれている鶴屋篠原と同一人と思われる。『吉原細見』によると、彼女は寛政8年（1796年）に退籍しているとされる。